# Џек Грифо
Џек Дејвис Грифо (енгл. Jack Davis Griffo; Орландо, 11. децембар 1996) амерички је глумац и певач. Најпознатији је по улози Макса Тандермена у Nickelodeon-овој ТВ серији Тандерменови (2013—2018).

## Биографија
Рођен је 11. децембра 1996. године у Орланду (Флорида, САД) као друго од петоро деце Тери и Кевина Грифоа. У својој тринаестој години живота преселио се у Лос Анђелес (Калифорнија) заједно са својом мајком, како би се посветио глуми. Своје прве телевизијске улоге остварио је 2011. године као статиста у ТВ серијама Kickin' It и Бакет и Скинер: Епске авантуре. Исте године остварио је и своју прву филмску улогу у психолошком трилеру Sound of My Voice. Након тога је уследило неколико гостујућих улога у ТВ серијама Тата у бегу, Џеси и Марвин Марвин.
Од 2013. до 2018. године Грифо је играо главну улогу, Макса Тандермена, у Nickelodeon-овој суперхеројској ТВ серији Тандерменови.  За ову улогу је више пута био номинован у категоријама „омиљеног ТВ глумца” и „омиљене мушке ТВ звезде” на различитим доделама Награди по избору деце. Године 2013. је такође играо и главну улогу у Nickelodeon-овом оригиналном филму Урок. Био је део главне глумачке поставе телевизијских филмова Множење Адама и Торнадо ајкула 3: Дођавола, не!, емитованих 2015. године. Следеће године је одиграо гостујућу улогу у финалној епизоди 7. сезоне серије Морнарички истражитељи: Лос Анђелес, кадета по имену Макена.
Године 2017, Грифо је играо Себастијана у филмској драми Apple of My Eye, а исте године је добио и улогу Ное у инди-филму Those Left Behind. У августу 2017. придружио се глумачкој постави Netflix-ове оригиналне серије Alexa & Katie у улози Дилана. Након тога је имао гостујуће улоге и у серијама Школа рока, Чета витезова и Морнарички специјалци. Године 2024. вратио се у улогу Макса Тандермена у суперхеројском филму Тандерманови се враћају — наставку Nickelodeon-ове серије Тандерменови.

## Филмографија

### Филм
| Улоге Џека Грифоа |                                      |                                               |                      |                |
| Година            | Српски назив                         | Изворни назив                                 | Улога                | Напомена       |
| 2010-е            |                                      |                                               |                      |                |
| 2011.             |                                      | Sound of My Voice                             | млади Питер          |                |
| 2012.             |                                      | American Hero                                 | велики брат          |                |
| 2017.             |                                      | Apple of My Eye                               | Себастијан           |                |
| 2017.             |                                      | Those Left Behind                             | Ноа                  |                |
| 2020-е            |                                      |                                               |                      |                |
| 2020.             | Други амандман                       | The 2nd                                       | Шон Дејвис           |                |
| 2020.             |                                      | Butter                                        | Паркер               |                |
| 2022.             | Бетмен и Супермен: Борба суперсинова | Batman and Superman: Battle of the Super Sons | Робин / Демијан Вејн | гласовна улога |
| 2023.             |                                      | Sid Is Dead                                   | Ерик Воршам          |                |
| 2024.             | Тандерманови се враћају              | The Thundermans Return                        | Макс Тандермен       |                |

### Телевизија
| Улоге Џека Грифоа |                                     |                                    |                      |                                                           |
| Година            | Српски назив                        | Изворни назив                      | Улога                | Напомена                                                  |
| 2010-е            |                                     |                                    |                      |                                                           |
| 2011.             |                                     | Kickin' It                         | Бени                 | епизода „All the Wrong Moves”                             |
| 2011.             | Бакет и Скинер: Епске авантуре      | Bucket & Skinner's Epic Adventures | члан сурферског тима | епизода „Epic Musical”                                    |
| 2013.             | Марвин Марвин                       | Marvin Marvin                      | Елис                 | епизода „Scary Movie”                                     |
| 2013.             | Џеси                                | Jessie                             | Брет Сомерс          | епизода „Somebunny's in Trouble”                          |
| 2013.             | Тата у бегу                         | See Dad Run                        | Ксандер Макгинли     | 3 епизоде                                                 |
| 2013.             | Урок                                | Jinxed                             | Брет Олири           | телевизијски филм (Nickelodeon)                           |
| 2013—2018.        | Тандерменови                        | The Thundermans                    | Макс Тандермен       | главна улога                                              |
| 2014.             |                                     | AwesomenessTV                      | себе                 | епизода „Teen Challenge”                                  |
| 2015.             | Ники, Рики, Дики и Дон              | Nicky, Ricky, Dicky & Dawn         | себе                 | епизода „Go Hollywood”                                    |
| 2015.             | Множење Адама                       | Splitting Adam                     | Венс Хенсум          | телевизијски филм (Nickelodeon)                           |
| 2015.             | Торнадо ајкула 3: Дођавола, не!     | Sharknado 3: Oh Hell No!           | Били                 | телевизијски филм (Syfy)                                  |
| 2016.             | Морнарички истражитељи: Лос Анђелес | NCIS: Los Angeles                  | Макена               | епизода „Око за око”                                      |
| 2016.             | Хенри Опасност                      | Henry Danger                       | Макс Тандермен       | кросовер епизода „Danger & Thunder”                       |
| 2016—2017.        |                                     | Paradise Run                       | себе                 | такмичар, 7 епизода                                       |
| 2017.             |                                     | The Dude Perfect Show              | себе                 | епизода „Velcro Dodgeball, Trust”                         |
| 2018—2019.        |                                     | Alexa & Katie                      | Дилан                | споредна улога (1. и 3. сезона), главна улога (2. сезона) |
| 2018.             |                                     | Lip Sync Battle Shorties           | себе                 | епизода „Catwalk/Jungle/Girls Night Out”                  |
| 2018—2021.        | Кућа Бука                           | The Loud House                     | Тристан              | гласовна улога; епизоде „Fandom Pains” и „Fright Bite”    |
| 2018.             | Школа рока                          | School of Rock                     | Слејд                | епизоде „I Love Rock and Roll” (1. и 2. део)              |
| 2018.             |                                     | Best.Worst.Weekend.Ever.           |                      | 2 епизоде                                                 |
| 2018.             | Чета витезова                       | Knight Squad                       | Сер Свејзи           | епизода „Working on the Knight Moves”                     |
| 2019.             | Сунђер Боб Коцкалоне                | SpongeBob SquarePants              | такмичар             | епизода „Сунђер Бобова велика рођенданска журка”          |
| 2020-е            |                                     |                                    |                      |                                                           |
| 2020.             | Морнарички специјалци               | SEAL Team                          |                      | епизоде „Drawdown” и „Edge of Nowhere”                    |
| 2020.             |                                     | The Christmas High Note            | Тод                  | телевизијски филм (Lifetime)                              |
| 2022.             | Стварна кућа Бука                   | The Really Loud House              | Ро-бата              | епизода „Ro-Bro”                                          |
| 2023.             | Зове се Леј-Леј                     | That Girl Lay Lay                  |                      | епизода „Beastie Pie”                                     |
| 2023.             |                                     | Erin & Aaron                       | Скоти                | епизода „Should I Stay or Should I Go”                    |

## Награде и номинације
| Година | Награда                | Категорија              | Рад          | Резултат   | Реф.   |
| ------ | ---------------------- | ----------------------- | ------------ | ---------- | ------ |
| 2014.  | Награде по избору деце | омиљени ТВ глумац       | Тандерменови | Номинација | [ 14 ] |
| 2015.  | Награде по избору деце | омиљени ТВ глумац       | Тандерменови | Номинација | [ 15 ] |
| 2016.  | Награде по избору деце | омиљена мушка ТВ звезда | Тандерменови | Номинација | [ 16 ] |
| 2017.  | Награде по избору деце | омиљена мушка ТВ звезда | Тандерменови | Номинација | [ 17 ] |
| 2018.  | Награде по избору деце | омиљена мушка ТВ звезда | Тандерменови | Номинација | [ 18 ] |